# Oscar Huber (remorqueur)
Le Oscar Huber est un ancien remorqueur à roues à aubes qui est maintenant un navire musée dans le canal Vincke (de) à Duisbourg-Ruhrort. Le navire est le dernier bateau à aubes sur le Rhin, il appartient au Museum der Deutschen Binnenschifffahrt (Musée de la navigation intérieure allemande au port ferroviaire plus au nord.
Il est classé monument historique de  Rhénanie-du-Nord-Westphalie.

## Historique
Le remorqueur à roues à aubes a été construit à Duisbourg en 1921/22 au chantier naval Ewald Berninghaus pour la société H. P. Disch à Duisbourg-Ruhrort. Au début, il s'appelait H.P. Disch VIII-Wilhelm von Oswald. Après la liquidation de cette compagnie maritime, la compagnie maritime Raab Karcher a repris le remorqueur sous le nom de RK XIV. À partir de 1927, il s'appelait également Fritz Thyssen, et depuis 1940, le navire s'appelait RK XIV-Oscar Huber.
En mars 1945, l'Oscar Huber a été échoué sur ordre de la Wehrmacht par son propre équipage près d'Oberwesel, mais il a été renfloué en 1946 et - sans réparations majeures - remis en service en 1947.
Au cours des années suivantes, le nombre de bateaux à aubes sur le Rhin a progressivement diminué. Bien que la propulsion d'Oscar Huber soit passée du charbon au mazout en 1955, le navire s'est avéré trop coûteux à exploiter. La dernière opération de remorquage a eu lieu en 1966.

## Préservation
En 1968, une association a été fondée dans le but de garder l'Oscar Huber comme dernier bateau à aubes sur le Rhin. La Verein zur Erhaltung des Radschleppdampfers Oscar Huber e. V., Duisburg-Ruhrort, avec la participation significative de la société Raab Karcher, a pu maintenir le bateau à roues en service en tant que navire à passagers avec un nombre autorisé de 150 passagers pendant trois années supplémentaires. Cependant, les coûts annuels d'entretien ont rapidement dépassé la solidité financière de l'association, de sorte que le démantèlement et la mise au rebut du navire semblaient inévitables.
Grâce aux efforts des instances civiques et politiques, Oscar Huber est devenu la propriété de la ville de Duisbourg à compter du 1er octobre 1971. Après d'importants travaux de révision et de rénovation dans le chantier du constructeur à Cologne-Deutz, le bateau a été remorqué à Duisbourg-Ruhrort en avril 1973, où il a été amarré à l'entrée du port.
Le 19 mai 1974, le premier musée maritime de Duisbourg a été officiellement inauguré à bord de l'Oscar Huber. Avec l'ouverture du Museums der Deutschen Binnenschifffahrt Duisburg-Ruhrort  en 1977 dans les locaux de l'ancienne mairie de Ruhrort le 25 mai 1979, le navire a perdu son indépendance en tant que musée et a été intégré au nouveau musée de la marine. Le bateau à aubes Oscar Huber a été classé monument technique en tant que dernier représentant original de ce type de navire qui a apporté une contribution significative au développement économique de la zone fluviale du Rhin sur une période de plus de 100 ans grâce au transport rationnel de marchandises en vrac.
Lorsque le charbon était encore utilisé, l'équipage se composait d'un total de 15 hommes. Après la conversion au mazout, il n'y avait plus que huit hommes à bord : le capitaine, deux timoniers, deux machinistes, deux matelots et un homme d'entretien.

## Les conversions
Du côté bâbord, un passage a été créé sous le pont, ce qui permet aux visiteurs du musée de voir l'ensemble de la chaufferie et des salles des machines. Il y avait aussi des salles d'exposition sur le pont avant (anciens quartiers de l'équipage) et à l'arrière dans les anciens réservoirs d'huile. Les anciens quartiers d'habitation du capitaine ont été aménagés en salle de réunion.

## Données du navire
- Capacité de charge: environ 200 t
- Ancre: ancre de proue (ancre de bâton, 1 280 kg), ancre de poupe (ancre de clip, 710 kg), trois ancres de secours sur la proue: deux ancres de bâton à bâbord et tribord (1 135 kg chacune) et une ancre à pince (680 kg) sur Port.
- Moteur: moteur à vapeur à pistons 3 cylindres d'une puissance de 1550 cv et d'une force de remorquage de 5000 à 6 000 tonnes. Cela correspondait à un remorquage de 5 à 7 barges, chacune étant tirée du remorqueur avec un câble en acier spécial.
- Chaufferie: jusqu'en 1955 au charbon, plus tard au fioul lourd, 4 chaudières, à partir de 1955 seulement 2 grandes chaudières.
- Consommation de charbon pour un voyage de Duisburg-Ruhrort à Rotterdam et retour (durée environ 6 jours): 70 tonnes.
- Consommation de fioul pour un trajet de Duisburg-Ruhrort à Karlsruhe et retour (durée environ 11 jours: 60 à 70 tonnes).
- Cheminée : diamètre 1,50 m, hauteur au-dessus du pont 9,10 m, les deux cheminées peuvent être déplacées si nécessaire lors du franchissement de ponts à marée haute.
- Passages de roues: largeur 5,60 m; Longueur 5,60 m.
- Roues à godets: Sept godets sur chaque roue Largeur de la roue à godets 5,20 m Les roues tournent à 33 tours par minute. La machine à vapeur était entraînée par un arbre de 30 cm d'épaisseur.

## Galerie

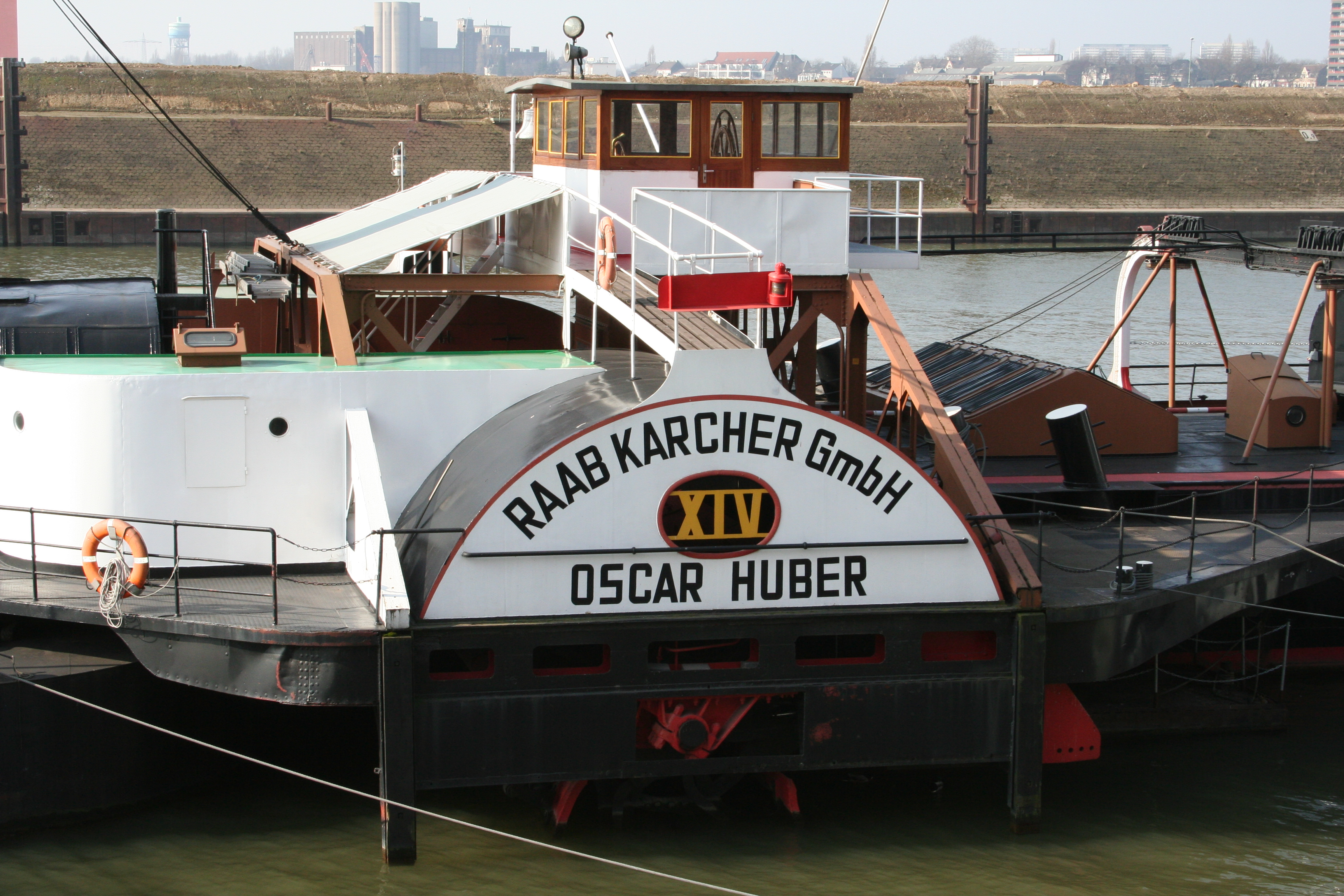
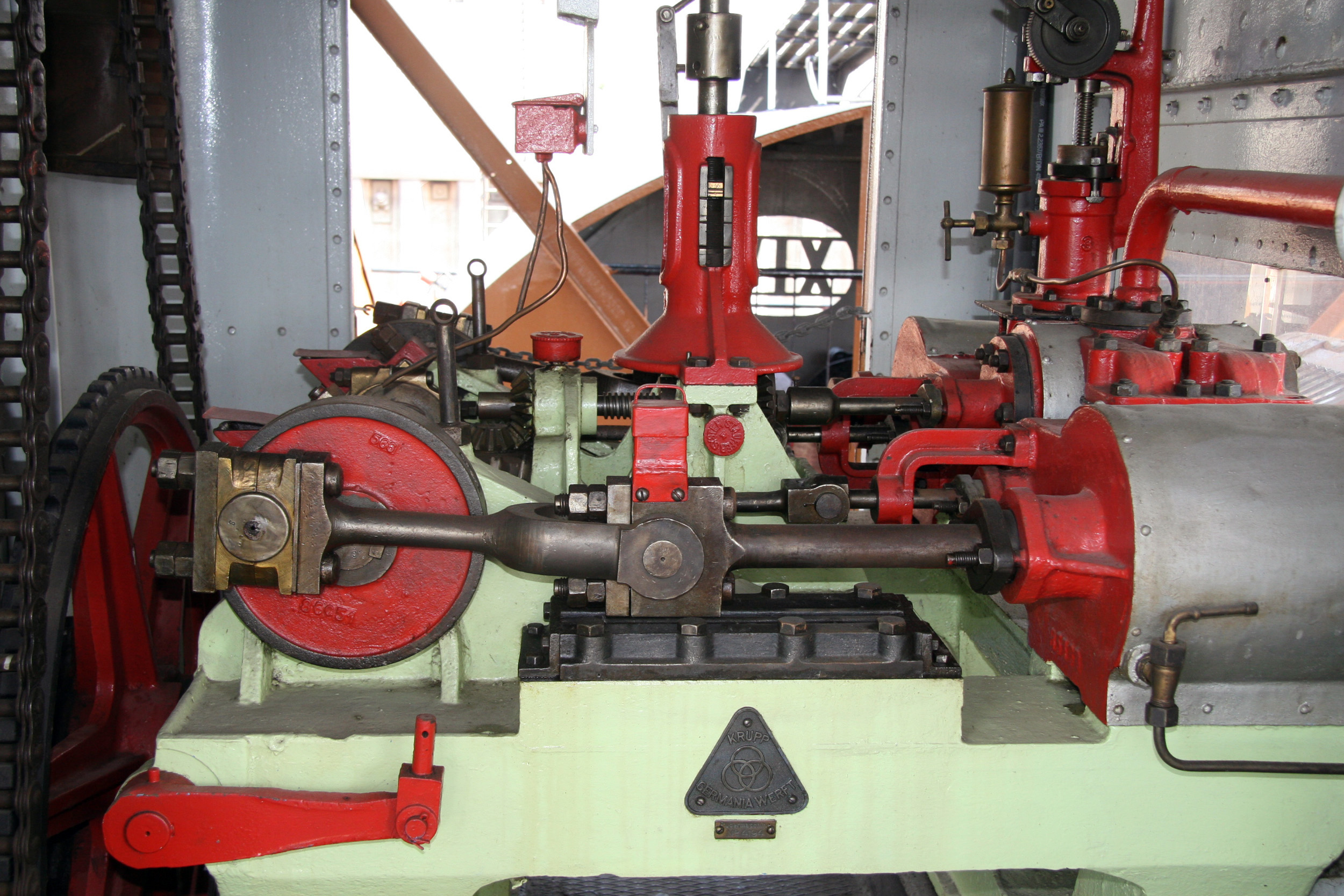
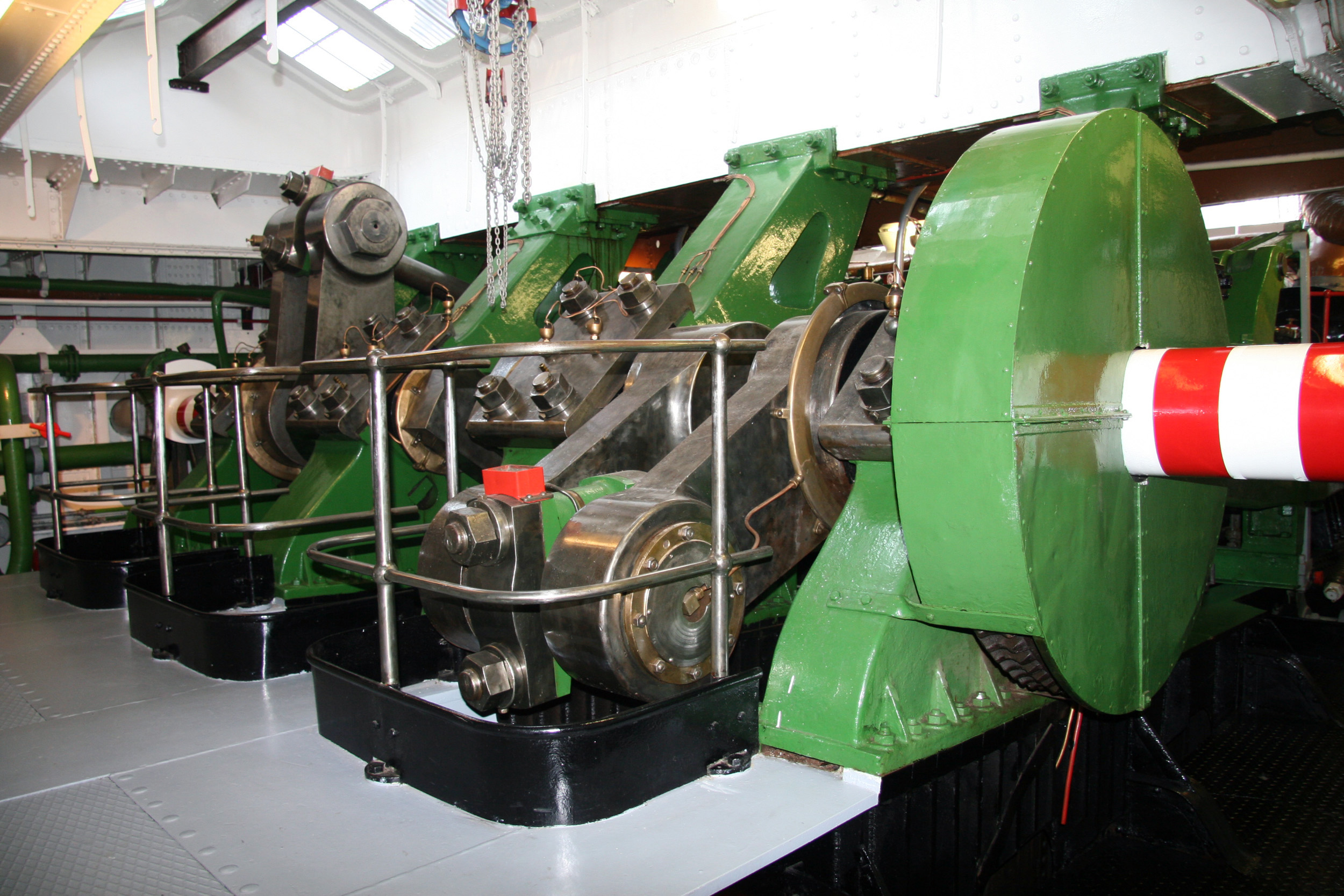
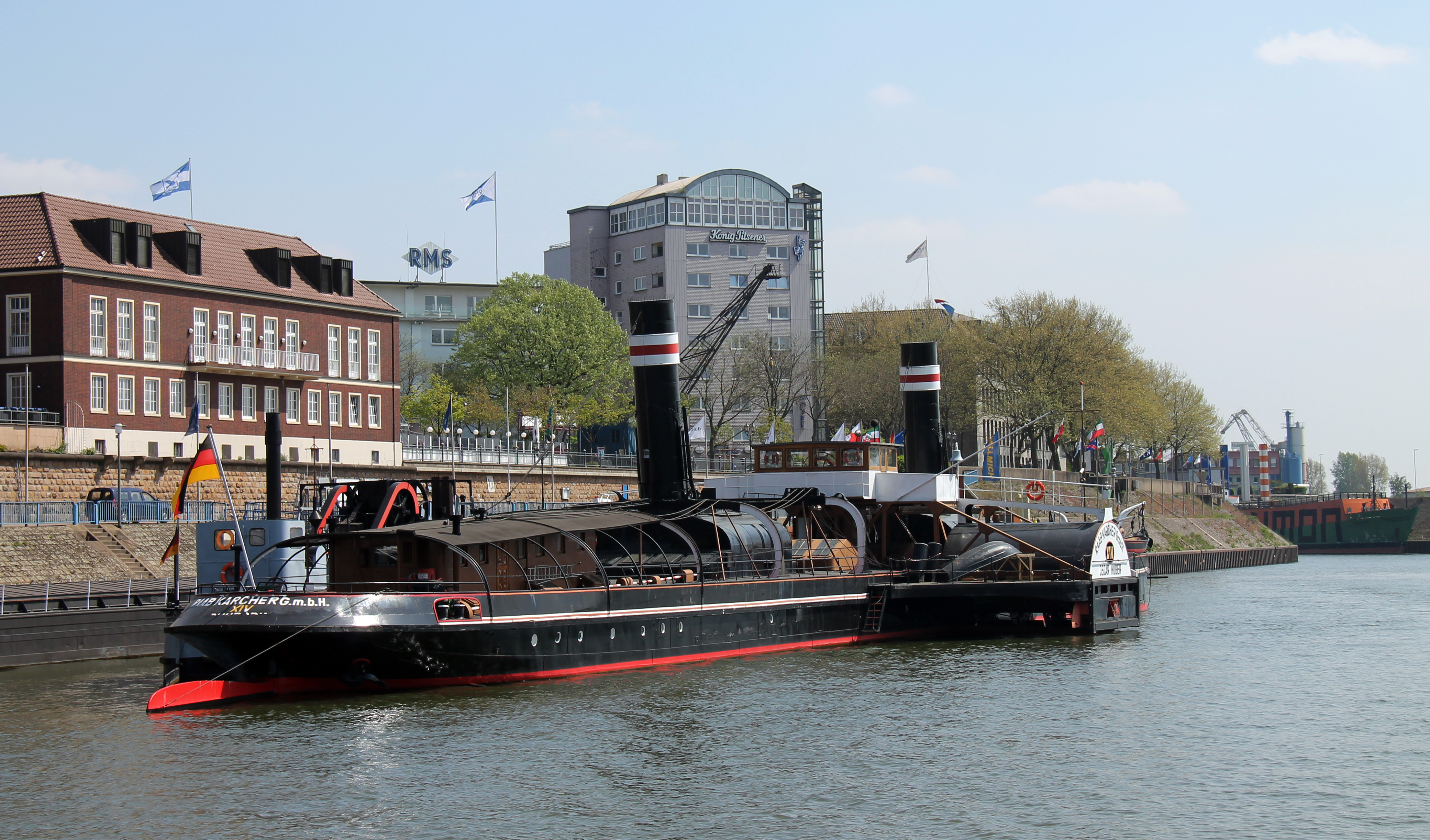